# Strömung der Liebe
Die Strömung der Liebe (arabisch تيار المحبة, DMG Tayyār al-Maḥabba, französisch Courant de l'amour), bis Mai 2013 Volkspetition für Freiheit, Gerechtigkeit und Entwicklung (arabisch العريضة الشعبية للحرية والعدالة والتنمية, DMG al-ʿArīḍa aš-Šaʿbīya li-l-Ḥurrīya wa-l-ʿAdāla wa-t-Tanmiya) oder abgekürzt Volkspetition (Aridha Chaabia), ist eine tunesische Partei, die offiziell als unabhängige politische Initiative organisiert ist. Sie wurde im März 2011, nach der tunesischen Revolution, von dem Medienunternehmer Mohamed Hechmi Hamdi gegründet. Die Partei tritt in erster Linie für die sozioökonomische Entwicklung von Hechmi Hamdis Heimatgouvernement Sidi Bouzid in Zentraltunesien ein.

## Politisches Programm
Die Partei hat eine populistische Ausrichtung. Der Gründer der Bewegung, der Millionär Hechmi Hamdi wohnt in London, wo er einige Kolumnen in der Tageszeitung Asharq al-Awsat schrieb, bevor er im Jahre 1999 seinen Fernsehkanal al-Mustaqilla („Der Unabhängige“) gründete. Ursprünglich Anhänger islamistischer Tendenzen, wurde Hamdi schnell zum Verbündeten des Regimes von Ben Ali. Hechmi Hamdi wird vorgeworfen, er habe enge Kontakte zu Tunesiens geflohenen Präsidenten Ben Ali gepflegt, aber er selbst prangert solche Beschuldigungen als üble Nachrede an.
In der Kampagne vor der Wahl zur Verfassunggebenden Versammlung vom 23. Oktober versprach die Partei freien Zugang zur Gesundheitsversorgung und einen Freibetrag von 200 tunesischen Dinar für jeden der 500.000 arbeitslosen Arbeitssuchenden in Tunesien. Hechmi Hamdi hat sich persönlich verpflichtet, 2 Milliarden seines eigenen Wohlstandes in den Staatshaushalt einzuwerfen.

## Geschichte
Die Volkspetition für Freiheit, Gerechtigkeit und Entwicklung wurde am 17. März 2011 nach dem Sturz des Präsidenten Zine el-Abidine Ben Ali gegründet.
Mehrere Kandidaten der Volkspetition haben am 23. Oktober 2011 Sitze in der Verfassunggebenden Versammlung gewonnen, was die Gruppierung mit 27 von 217 Sitzen zur drittgrößten politischen Kraft des Landes macht. Der unerwartete Erfolg ergibt sich auch dadurch, dass der aus dem Süden Tunesiens stammende Hechmi Hamdi in der Bevölkerung der südlichen und zentralen Gouvernements großen Anklang findet, da bislang nur Vertreter aus Tunis und der Mittelmeerküste die tunesische Politik dominierten.
Ihre Ergebnisse wurden allerdings aufgrund von mehreren Regelverstößen gegen die Reglementierungen der Wahlkampagnen sofort rechtsungültig gemacht: Der Kanal al-Mustakilla hat die Kampagne der Volkspetition massiv unterstützt. Daher wurden der Wahlkommission ISIE mehrere Beschwerden gegen die Volkspetition eingelegt und die Annullierung der Liste und ihrer Sitze gefordert. Am 27. Oktober schloss die ISIE die Liste der Volkspetition in sechs Wahlkreisen wegen finanziellen Unregelmäßigkeiten aus. Der Parteiführer Hechmi Hamdi rief seine gewählten Kandidaten daraufhin auf, zurückzutreten und die Versammlung zu boykottieren, was er allerdings am 28. Oktober zurücknahm und ankündigte, dass die Vertreter der Liste in der parlamentarischen Opposition arbeiten werden. Nach der Beschwerde der Volkspetition vor dem Verwaltungsgerichtshof wurde die Entscheidung der Wahlkommission aufgehoben, und sieben der gestrichenen Kandidaten wurden durch das Urteil des Gerichts wieder eingesetzt.
Zusätzlich zur Volkspetition für Freiheit, Gerechtigkeit und Entwicklung, die nur als Bürgerbewegung und Wahlliste, aber nicht als formelle Partei registriert war, gründete Hechmi Hamdi die „Partei der Progressiven Konservativen“ (PPC). Diese hatte laut Aussage von Hechmi Hamdi, der beiden Organisationen zugleich vorstand, „exakt das gleiche Programm“ wie die Volkspetition.
Im Mai 2013 benannte Hechmi Hamdi seine Bewegung in Tayyar al-Mahabba oder „Strömung der Liebe“ um. Bei der ersten regulären Wahl unter der neuen Verfassung im Oktober 2014 erhielt sie nur noch zwei der 217 Sitze. Bei der anschließenden Präsidentschaftswahl schied Hechmi Hamdi mit 5,75 % als Viertplatzierter aus.